# Jörgen Brink
Pour les articles homonymes, voir Brink (homonymie).
Jörgen Brink (né le 10 mars 1974 à Hudiksvall) est un fondeur et biathlète suédois actif depuis 1994. Concourant principalement en ski de fond, il se consacre depuis 2010 aux courses de très longue distance dans la Coupe Marathon.

## Palmarès en ski de fond

### Jeux olympiques
Il compte deux participations aux Jeux olympiques en 2002 à Salt Lake City et en 2006 à Turin. Son meilleur résultat est une 24e place en sprint en 2002.

### Championnats du monde
- Mondiaux 2003 à Val di Fiemme (Italie) :
  -  Médaille de bronze sur le 50 km.
  -  Médaille de bronze en poursuite.
  -  Médaille de bronze en relais 4 × 10 km.

### Coupe du monde
- Meilleur classement général : 3e en 2003.
- 5 podiums en individuel dont une victoire en 30 km classique à Otepää en 2003.
- 3 podiums par équipes dont une victoire.

### Vasaloppet
Il a gagné trois fois consécutivement la Vasaloppet, en 2010, 2011 et 2012.

## Palmarès en biathlon

### Coupe du monde
- Meilleur classement général : 69e en 2009.
- Meilleur résultat individuel : 5e.